# Pontoporiidae
Famille
Synonymes
- Stenodelphinidae Miller, 1923[1]

Les Pontoporidés (Pontoporiidae) sont une famille de cétacés représentée par une seule espèce actuelle, le Dauphin de la Plata (Pontoporia blainvillei), habitant surtout en eau douce, et plusieurs genres fossiles.

## Liste des genres
Selon le World Register of Marine Species (18 août 2023) et l'ITIS (18 août 2023) :
- genre Pontoporia Gray, 1846
  - espèce Pontoporia blainvillei (Gervais et d'Orbigny, 1844) -- Dauphin de la plata

Selon la Paleobiology Database (18 août 2023) :
- † Auroracetus
- † Brachydelphis
- † Piscorhynchus
- † Pliopontos
- † Pontistes
- Pontoporia
- † Protophocaena
- † Samaydelphis
- † Scaldiporia
- † Stenasodelphis

Selon l'IRMNG (18 août 2023) :
- † Parapontoporia Barnes, 1984
- † Piscorhynchus Pilleri & Siber, 1989
- † Pliopontos de Muizon, 1983
- † Pontistes Burmeister, 1885
- Pontoporia Gray, 1846
- † Protophocaena Abel, 1905

Selon The Taxonomicon (18 août 2023) :
- sous-famille des Brachydelphininae (Muizon, 1988)
  - † Brachydelphis de Muizon, 1988
- sous-famille des Pontoporiinae Gray, 1870
  - Pontoporia Gray, 1846
  - † Pliopontos de Muizon, 1983
  - † Pontistes Burmeister, 1885
- sous-famille incertae sedis :
  - † Auroracetus Gibson & Geisler, 2009
  - † Piscorhynchus Pilleri & Siber, 1989
  - † Protophocaena Abel, 1905
  - † Stenasodelphis Godfrey & Barnes, 2008